# Redefinição de métodos
Redefinição de métodos, sobrescrita ou overriding é um mecanismo da programação orientada a objetos. Ele permite que uma subclasse forneça um método que já é fornecido por uma de suas superclasses.
A redefinição ocorre quando um método cuja assinatura já tenha sido especificada recebe uma nova definição (ou seja, um novo corpo) em uma classe derivada.
O mecanismo de redefinição, juntamente com o conceito de ligação tardia, é a chave para a utilização do polimorfismo.